# Christian Langballe
Christian Langballe (født 17. januar 1967 i Aarhus, død 19. april 2025) var en dansk folketingspolitiker for Dansk Folkeparti og præst.
Han var søn af Jesper Langballe og blev valgt ind i Folketinget ved Folketingsvalget 2011.
Langballe var valgt til rigsretten i Rigsretssagen mod Inger Støjberg. Han var gift med Lone Langballe som også er politiker fra Dansk Folkeparti.